# Čahura (plod)
U botanici, kapsula je vrsta jednostavnog, suhog, iako rijetko mesnatog, raspuknutog ploda koji proizvode mnoge vrste kritosjemenjača (cvjetnice).

## Podrijetlo i struktura
Čahura (lat. capsula, mala kutija) potječe od složenog (višekarpelarnog) jajnika. Čahura je struktura sastavljena od dva ili više tučaka. U (cvjetnicama), izraz lokula (ili stanica) koristi se za označavanje komore unutar ploda. Ovisno o broju lokula u jajniku, plod se može klasificirati kao jednolokularni (jednoplodni), dvolokularni, trolokularni ili višelokularni. Broj lokula prisutnih u tučku može biti jednak ili manji od broja plodišta. Lokule sadrže ovule ili sjemenke i odvojene su septumima.

## Dehiscencija
U većini slučajeva kapsula je dehiscentna, tj. u zrelosti se raspada (pukne) kako bi oslobodila sjemenke unutra. Nekoliko kapsula je nepuknuto, na primjer one kod Adansonia digitata, Alphitonia i Merciera . Kapsule se često klasificiraju u četiri vrste, ovisno o vrsti i mjestu puknuća (vidi Simpson, sl. 9.41 i Hickey & King).
Lokulicidne kapsule imaju uzdužne linije dehiscencije radijalno poravnane s lokulama, tj . ne na septama, duž srednjeg rebra ili dorzalnog šava (šava) lokula. Ako septa nema, linije dehiscencije nalaze se između posteljica. Ova vrsta je uobičajena kod mnogih članova porodice Liliaceae, kao što je ljiljan (vidi ilustraciju).
Septicidne kapsule imaju linije dehiscencije poravnate sa šavovima septa jajnika ili posteljice, odnosno između karpela.
I lokulicidne i septicidne kapsule cijepaju se na prepoznatljive segmente koji se nazivaju zalisci. Zalisci su dio perikarpa (stijene ploda) koji se odvojio, a da nije zatvorio sjeme ili sjemenke. Rubovi zalisaka mogu se, ali i ne moraju podudarati s rubovima plodišta. Ovi zalisci mogu ostati pričvršćeni za plod ili otpasti. U septicidnim kapsulama zalisci ostaju na mjestu. U nekim kapsulama, cijepanje se događa između plodišta, a u drugima se svaki plodić otvara.
Cirkumskošiljaste kapsule (pyxide, pyxis, pyxidium ili kapsula poklopca) imaju poprečnu, a ne uzdužnu liniju dehiscencije, tako da se gornji dio kapsule otvara, obično tvoreći završni poklopac (operkulum) koji se otvara (vidi ilustraciju). Primjer je Plantago. Varijanta je septifragalna kapsula (valvularna kapsula) kod koje se vanjske stijenke odvajaju od septa i (obično aksilnih) posteljica kao zalisci.
Poricidne kapsule se otvaraju kroz pore (otvore) u kapsuli, kao kod Papavera, a sjeme izlazi kroz te pore.
Primjeri drugih biljaka koje proizvode kapsule uključuju crnjiku, orhideju, vrbu, pamuk i divlji luk.

## Specijalizirane kapsule
Neki suhi, otvarajući se plodovi tvore specijalizirane strukture nalik kapsulama. Folikul nastaje iz jedne karpele koja se cijepa duž šava, kao kod Magnolije, dok se mahunarka cijepa duž dva šava i karakteristična su značajka porodice Fabaceae. Neke varijante mahunarki koje su zadržale rudimentalne šavove uključuju lomente koji se poprečno cijepaju na segmente, svaki s jednom sjemenkom, i neotvarajuće se mahunarke, poput Arachis hypogaea (kikiriki). Kapsule nastale iz dvije karpele uključuju silikule i silikule koji se otvaraju duž dvije linije šava, ali zadržavaju pregradu nazvanu replum, koja je septum s pričvršćenim sjemenkama. Iako su obje karakteristične za Brassicaceae, silikule imaju omjer duljine i širine ne veći od 3:1. Šizokarpij nastaje iz složenog jajnika s dva ili više lokula koji se zatim radijalno odvajaju kao jedan od gore navedenih tipova, poput šizokarpa folikula, kao kod Asclepias (Asclepiadoideae) (vidi ilustraciju).
Merikarp je dio ploda koji se odvaja od jajnika i tvori zasebnu lokulnu jedinicu koja obuhvaća sjeme, obično nalik orahu, kao kod Apiaceae kod kojih su merikarpi spojeni peteljkom (karpoforom). Dakle, shizokarp merikarpa je struktura u kojoj se plodnice jednog jajnika dijele i tvore merikarpe. Šizokarpij oraščića nastaje od plodnice koja postaje režnjasta, a režnjevi postaju oraščići koji se razdvajaju. Primjeri uključuju Boraginaceae i većinu Lamiaceae, gdje su stupići pričvršćeni između režnjeva jajnika.

## Orašasti plodovi
Čahure se ponekad pogrešno označavaju kao orašasti plodovi, kao u primjeru brazilskog oraha ili divljeg kestena. Čahura nije orašasti plod jer oslobađa sjemenke i raspada se. Orašasti plodovi, s druge strane, ne oslobađaju sjemenke jer su složeni jajnik koji sadrži i jednu sjemenicu i plod. Orašasti plodovi se također ne raspadaju. Kod brazilskog oraha poklopac na čahuri se otvara, ali je premalen da bi oslobodio desetak sjemenki (pravi "brazilski orah" koji se prodaje) unutra. One klijaju unutar čahure nakon što padne na tlo.

## Vanjske poveznice
|  | Zajednički poslužitelj ima još gradiva o temi Čahura (plod) |